# Dominique Manotti
Dominique Manotti (Parigi, 23 dicembre 1942) è una scrittrice francese, autrice di romanzi noir.

## Biografia
Nata col nome di Marie-Noëlle Thibault il 23 dicembre 1942, ha sempre vissuto a Parigi.
Specialista di storia economica moderna e contemporanea, ha insegnato questa disciplina al liceo e all'università Paris VIII.
Militante politica fin dall'adolescenza, nel periodo della guerra d'Algeria, nel corso degli anni sessanta e settanta ha militato in movimenti e sindacati marxisti e rivoluzionari.
Si è dedicata alla scrittura tardivamente, a cinquant'anni, non tanto per vocazione, quanto per disillusione.
Ha trasposto la sua esperienza professionale di storica, il suo metodo di pensiero e lavoro e la sua passione politica in romanzi polizieschi noir, nei quali ha raccontato la fine delle speranze di trasformazione della società coltivate dalla sua generazione, dedicandosi in particolare agli anni ottanta e ai primi anni novanta, l'epoca del presidente François Mitterrand.

## Opere

### Serie del commissarioThéo Daquin
- Il sentiero della speranza (Sombre Sentier, 1995), trad. di Francesco Bruno. Collana I mirti, Milano, Marco Tropea Editore, 2002, ISBN 978-88-438-0369-9; Collana Narrativa.Tascabili, Milano, Il Saggiatore, 2009, ISBN 978-88-565-0139-1; Collana La memoria n.1042, Palermo, Sellerio, 2016, ISBN 978-88-389-3548-0.
- Il bicchiere della staffa (À nos chevaux !, 1997), trad. di Francesco Bruno, Collana I mirti, Milano, Marco Tropea, 2003, ISBN 978-88-438-0360-6; Collana Narrativa.Tascabili, Milano, Il Saggiatore, 2010, ISBN 978-88-565-0193-3; Collana La memoria n.1165, Palermo, Sellerio, 2020, ISBN 978-88-389-4056-9.
- Curva Nord (Kop, 1998), trad. di R. Salvadori, Collana Le gaggie, Milano, Marco Tropea, 2004, ISBN 978-88-438-0361-3.
- Oro nero (Or noir, 2015), trad. di F. Bruno, Collana La memoria n.1014, Palermo, Sellerio, 2015, ISBN 978-88-389-3397-4.
- Racket, Les Arènes, coll. « EquinoX », 2018, ISBN 978-235204-733-9.
- Marsiglia ʾ73 (Marseille 73, 2020), trad. di Francesco Bruno, Collana La memoria n.1241, Palermo, Sellerio, 2022, ISBN 978-88-389-4413-0.

### SerieNoria Ghozali
- Le mani su Parigi (Nos fantastiques années fric, 2001), trad. di D. Barzaghi, Milano, Marco Tropea, 2007, ISBN 978-88-558-0019-8; Sellerio, 2017.
- Già noto alle forze di polizia (Bien connu des services de police, 2010), trad. Silvia Fornasiero, Collana Fuorionda.Iperfiction, Milano, Marco Tropea, 2011, ISBN 978-88-558-0156-0.
- Racket, Les Arènes, coll. « EquinoX », 2018, ISBN 978-235204-733-9.

### Altri romanzi
- Il corpo nero (Le Corps noir, 2004), trad. di Ester Borgese, Collana I narratori, Milano, Marco Tropea, 2010, ISBN 978-88-558-0101-0.
- Vite bruciate (Lorraine connection, 2006), trad. di Claudio Castellani, Milano, Marco Tropea, 2009, ISBN 978-88-558-0001-3; Collana La memoria n.1114, Palermo, Sellerio, 2018, ISBN 978-88-389-3859-7.
- L'onorata società (L'Honorable société, 2011), scritto con DOA, trad. di Silvia Fornasiero e G. Barbiani, Milano, Collana I narratori, Milano, Marco Tropea, 2012, ISBN 978-88-558-0219-2.
- L'Évasion, Gallimard, coll. « Série noire », 2013, ISBN 978-2-07-014058-9
- Le Rêve de Madoff, Allia, 2013, ISBN 978-2-84485-675-3.

### Racconti
- Printemps 1972 (1998), sulla rivista Caïn Hors-Série n.3, Éditions La Loupiote.
- La Blanche (2000), nella raccolta collettiva Tanger, Eden Publications, collection Eden noir n.6, ISBN 2-913245-17-X.
- Garde-à-vue, mon amour (2000), nella raccolta collettiva Les Sept Familles du polar, Baleine, ISBN 2-84219-305-9.
- Carnet rose (2004), nella raccolta collettiva di 36 racconti noir per L'Humanité, ISBN 2-915286-24-8.
- Libera concorrenza, apparso all'interno della raccolta "La crisi in giallo", Collana La memoria n.992, Palermo, Sellerio, 2015, ISBN 978-88-389-3336-3.

## Adattamenti cinematografici
- 2009: Une affaire d'État, film francese realizzato da Éric Valette, tratto dal romanzo Nos fantastiques années fric da  Alexandre Charlot e Franck Magnier.

## Premi e riconoscimenti
- 1995: Prix Sang d'encre per Sombre Sentier[2]
- 1996: Prix de Saint-Nazaire per Sombre Sentier[3]
- 2002: Prix Mystère de la critique per Nos fantastiques années fric[4]
- 2002: Grand Prix du roman noir français (festival de Cognac),  per Nos fantastiques années fric[5]
- 2006: Trophée 813 du meilleur roman noir francophone  per Lorraine Connection[6]
- 2007: Prix Mystère de la critique per Lorraine Connection[4]
- 2008: Duncan Lawrie International Dagger per Lorraine Connection[7]
- 2010: Trophée 813 du meilleur roman noir francophone per Bien connu des services de police[6]
- 2011: Grand prix de littérature policière  per L'Honorable Société[8]
- 2016: Grand prix du Roman noir du festival de Beaune per Or noir[9]
- 2019: Prix Polar en séries (Quais du polar) per Racket[10]

### Menzione
- 2006: Duncan Lawrie International Dagger per À nos chevaux ![7]